# Liljeholmens stadsdelsområde

Liljeholmen.

Liljeholmen var fram till den 1 januari 2007 ett stadsdelsområde i Söderort i Stockholms kommun och omfattade stadsdelarna Liljeholmen, Aspudden, Gröndal, Midsommarkransen, Västberga samt en mindre del av stadsdelen Hägersten. Stadsdelsområdet Liljeholmen hade en befolkning på cirka 30 450 personer, vilket utgjorde ungefär fyra procent av Stockholms stads invånare. Stadsdelsnämnden startade sin verksamhet den 1 januari 1997 som en av 24 stadsdelsområden.
Den 1 januari 2007 lades stadsdelsområdet samman med Hägerstens stadsdelsområde och bildade Hägersten-Liljeholmens stadsdelsområde.